# Temple réformé de Belváros
Le temple réformé de Belváros (en hongrois : belvárosi református templom) est un temple calviniste situé à Miskolc.